# Le Tilleul-Othon
Le Tilleul-Othon är en kommun i departementet Eure i regionen Normandie i norra Frankrike. Kommunen ligger i kantonen Beaumont-le-Roger som tillhör arrondissementet Bernay. År 2018 hade Le Tilleul-Othon 363 invånare.

## Befolkningsutveckling
Antalet invånare i kommunen Le Tilleul-Othon
Referens:INSEE